# رالی استونی ۲۰۲۱
رالی استونی ۲۰۲۱ یک رویداد اتومبیل‌رانی برای خودروهای رالی بود که در چهار روز بین ۱۵ تا ۱۸ ژوئیه ۲۰۲۱ برگزار شد. این رویداد یازدهمین دوره رالی استونی بود. هفتمین مرحله از مسابقات رالی قهرمانی جهان ۲۰۲۱، قهرمانی رالی جهانی-۲ و قهرمانی رالی جهانی-۳ بود. همچنین این رویداد سومین مرحله از مسابقات قهرمانی رالی جهانی جوانان ۲۰۲۱ به حساب می‌آمد. رویداد ۲۰۲۱ در شهر تارتو در شهرستان تارتو برگزار شد که شامل بیست و چهار مرحله ویژه بود که مسافت رقابتی کلی آن ۳۱۹.۳۸ کیلومتر (۱۹۸.۴۵ مایل) را پوشش میداد.